# 759
| [ Edytuj tabelę ]          |                                          |
| Król Asturii               | - 757 Fruela I 768                       |
| Cesarz Bizancjum           | - 741 Konstantyn V Kopronim 775          |
| Chan Bułgarii              | - 753 Winech 760                         |
| Cesarz Chin                | - 756 Tang Suzong 762                    |
| Król Essexu                | - 758 Sigeric 798                        |
| Król Franków               | - 751 Pepin Krótki 768                   |
| Cesarz Japonii             | - 758 Junnin 764                         |
| Kalif                      | - 754 Al-Mansur 775                      |
| Patriarcha Konstantynopola | - 754 Konstantyn II 766                  |
| Król Longobardów           | - 757 Dezyderiusz 774                    |
| Król Mercji                | - 757 Offa 796                           |
| Król Nortumbrii            | - 758 Oswulf 759 - 759 Etelwald Moll 765 |
| Papież                     | - 757 Paweł I 767                        |
| Doża Wenecji               | - 756 Domenico Monegario 764             |
| Król Wessexu               | - 757 Cynewulf 786                       |

Rok 759 / DCCLIX
stulecia: VII wiek ~
VIII wiek ~
IX wiek

lata: 749 «
754 «
755 «
756 «
757 «
758 «
759
» 760
» 761
» 762
» 763
» 764
» 769

## Wydarzenia
- Europa
  - chan bułgarski Winech zniszczył armię bizantyjską w bitwie w wąwozie Beregawa
  - Pepin Krótki uzyskał dla państwa Franków kontrolę nad Narboną (kosztem Emiratu Kordoby)
  - Etelwald Moll został królem Nortumbrii

## Urodzili się
- Vô Ngôn Thông — chińsko-wietnamski mistrz thiền, założyciel szkoły vô ngôn thông; zm. 826.

## Zmarli
- 24 lipca – Oswulf, król Nortumbrii
- Wang Wei, chiński poeta (ur. 699)